# Лозе, Рихард Пауль
Рихард Пауль Лозе (нем. Richard Paul Lohse; 13 сентября 1902, Цюрих — 16 сентября 1988, Цюрих) — швейцарский художник и график, один из крупнейших представителей конкретного искусства.

## Жизнь и творчество
Отец Рихарда умер, когда мальчику было всего 13 лет, и далее он рос в бедности. В 1918—1922 годах он обучается на художника в области рекламы в цюрихской Школе прикладного искусства. Собственно как художник Р.Лозе сформировался самоучкой, и экспериментировал с различными стилями живописи. В ранний период творчества он увлекается экспрессионизмом и кубизмом. Вплоть до 1960-х годов Р.Лозе работает как график для различных газет.
В 1937 году Р.Лозе, совместно с Лео Лёйппи, создаёт авангардистскую художественную группу «Альянс», в которую вошли ряд швейцарских художников-модернистов. Лозе в этот период был творчески близок к кубистам и некоторым представителям голландской группы Стиль. В среде «Альянса» зарождалось такое направление в живописи, как конкретное искусство.
В 1940-е годы художник переходит на позиции «конкретного искусства». Начиная с 1942 года он создаёт полотна, разделённые горизонтально и вертикально различными цветовыми полями (модулями). Эти модули состояли из квадратов и прямоугольников, и находились в определённом упорядочении по отношению друг к другу. В годы Второй мировой войны Р.Лозе проявил себя как активный борец с нацизмом. Он всячески поддерживает эмигрантов из стран фашистского блока, участвует в нелегальной деятельности. Находясь в составе одной из антифашистских организаций, художник познакомился там со своей будущей женой, Идой Дюрнер. В 1947—1955 годах Р.Лозе сотрудничает с журналом «Строение и жильё» («Bauen und Wohnen»), с 1958 года он — один из редакторов цюрихского журнала «Новая графика». На этом посту он знакомится с такими мастерами, как Аугусто Джакометти, Ганс Арп и Ле Корбюзье.
Р.Лозе был участником выставок современного искусства documenta 4 (1968) и documenta 7 (1982) в Касселе.